# Gloria Gallardo
Gloria Ana Gallardo Zavala es una política ecuatoriana.
Nació 3 de marzo de 1947

## Biografía
Fue directora de noticias de Ecuavisa en 1990.
Fue promotora cívica de la alcaldía de León Febres-Cordero Ribadeneyra en Guayaquil, desde 1992 al 2000.
Participó por parte del Partido Social Cristiano como candidata a la Asamblea Constituyente de Ecuador de 1997 y 1998, donde obtuvo un puesto, siendo además una de las asambleístas con mayor votación.
En el 2000 obtuvo el puesto de concejala del municipio de Guayaquil, cargo al cual renunció, para cuatro días más tarde postularse a la vicepresidencia junto a Osvaldo Hurtado.
Posteriormente, ganó un curul en el Congreso Nacional de Ecuador tras las elecciones legislativas por el PRIAN, siendo destituida un año después por el Tribunal Supremo Electoral de Ecuador.
Actualmente es la Directora de Turismo y Promoción Cívica de la Muy Ilustre Municipalidad de Guayaquil.
Gloria Gallardo también ha mostrado un gran apoyo a una de las tradiciones más importantes del país, en especial en la ciudad de Guayaquil como es la tradición del Año viejo la cual se celebra cada 31 de diciembre, víspera del año nuevo. Gallardo como Directora de Turismo y Promoción Cívica ha promovido el turismo local apoyando a los artesanos y creadores de años viejos o monigotes de la ciudad. También ha organizado a lo largo de los años el gran concurso de monigotes, la feria y la venta de años viejos en la famosa calle 6 de marzo en la ciudad de Guayaquil y la ruta de los monigotes gigantes que se viene realizando desde el año 2016.